# Rorschacher Sandstein

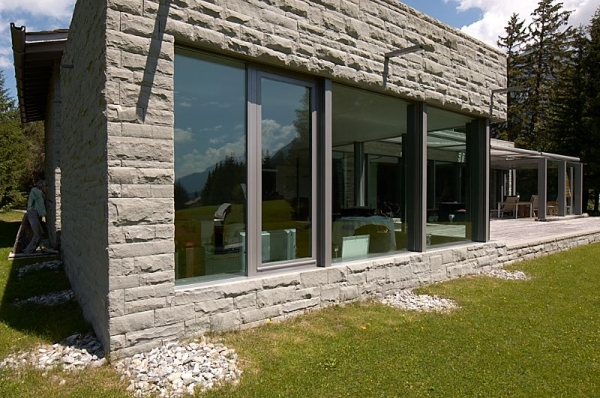
Fassadengestaltung aus Rorschacher Sandstein

Rorschacher Sandstein, auch Staader Sandstein oder Bodensee-Sandstein genannt, bezeichnet einen Sandstein, der in der Region um Rorschach (Schweiz), Staad SG, Wienacht und Unterbilchen über Jahrhunderte in zahlreichen Steinbrüchen gewonnen wurde und dort heute noch abgebaut wird. Er ist ein Sedimentgestein und gehört wegen seines natürlichen Erscheinungsbildes zur Zone der Plattensandsteine.

## Entstehung
Im Miozän, der Zeitspanne zwischen 26 Millionen und 7 Millionen Jahren vor unserer Zeit, war der Bodenseeraum von einem Flachmeer bedeckt, ähnlich der heutigen Adria. Das Appenzellerland war eine Küstenebene, vergleichbar der heutigen Poebene. In das seichte Molassemeer ergossen sich die „Ur-Bregenzer Ach“ und „Ur-Rhein“, die an der Küste zwei geröllreiche Deltas aufbauten. Dazwischen lag im heutigen Raum Staad – St. Gallen in einer Bucht ein Sandstrand, entstanden aus dem Abrieb von Gesteinen der noch werdenden jungen Alpen. Durch auflagernden Druck und Bindemittelzufluss wurden die Sande zu einem Gestein verfestigt, das heute oberflächennah abgebaut werden kann.
Gegen Ende des Miozäns begann die letzte Gebirgsbildungsphase der Alpen. Durch den starken Schub der afrikanischen Platte von Süden her wurden die Sandsteinvorkommen im Bodenseeraum schiefgestellt und gehoben. Diese Gesteine gehören aber nicht zur Sandsteinzone, sondern zur aufgerichteten Molassezone des nördlichen Alpenrands.
Die Sandsteinvorkommen des Raums Rorschach – Staad – Thal werden bereits seit dem Mittelalter als „Rorschacher Sandstein“ abgebaut und sind vor allem an Kirchenbauten zu sehen (z. B. Konstanzer und Überlinger Münster).

## Verwendung
Aus diesem Naturstein wurden im Verlaufe der Jahrhunderte im Bodenseeraum einige bedeutende historische Bauwerke errichtet, u. a. das Münster von Konstanz, Teile des Munot in Schaffhausen, der Hafen von Rorschach und Lindau sowie eine grosse Zahl von Häusern in Meersburg. Dazu kommen heute moderne Bauwerke, wie z. B. die Brunnenanlage vor der Norddeutschen Genossenschaftsbank in Hannover oder die Treppenanlage vor der Universität Zürich-Irchel.
In der heutigen Zeit wird der Rorschacher Sandstein für Gartengestaltungen (Trockenmauern, Treppen und Aussenbeläge), Fassadenverkleidungen (vorgehängte Fassadenplatten, Fassadenmauerwerke), Renovationen (Fenstergewände, Stockgurte, Säulen) und den Innenausbau (Bodenbeläge, Treppenverkleidungen, Cheminée-Verkleidungen) verwendet. Aufgrund seiner feinkörnigen, gleichmässigen Struktur eignet er sich auch für Bildhauerarbeiten.

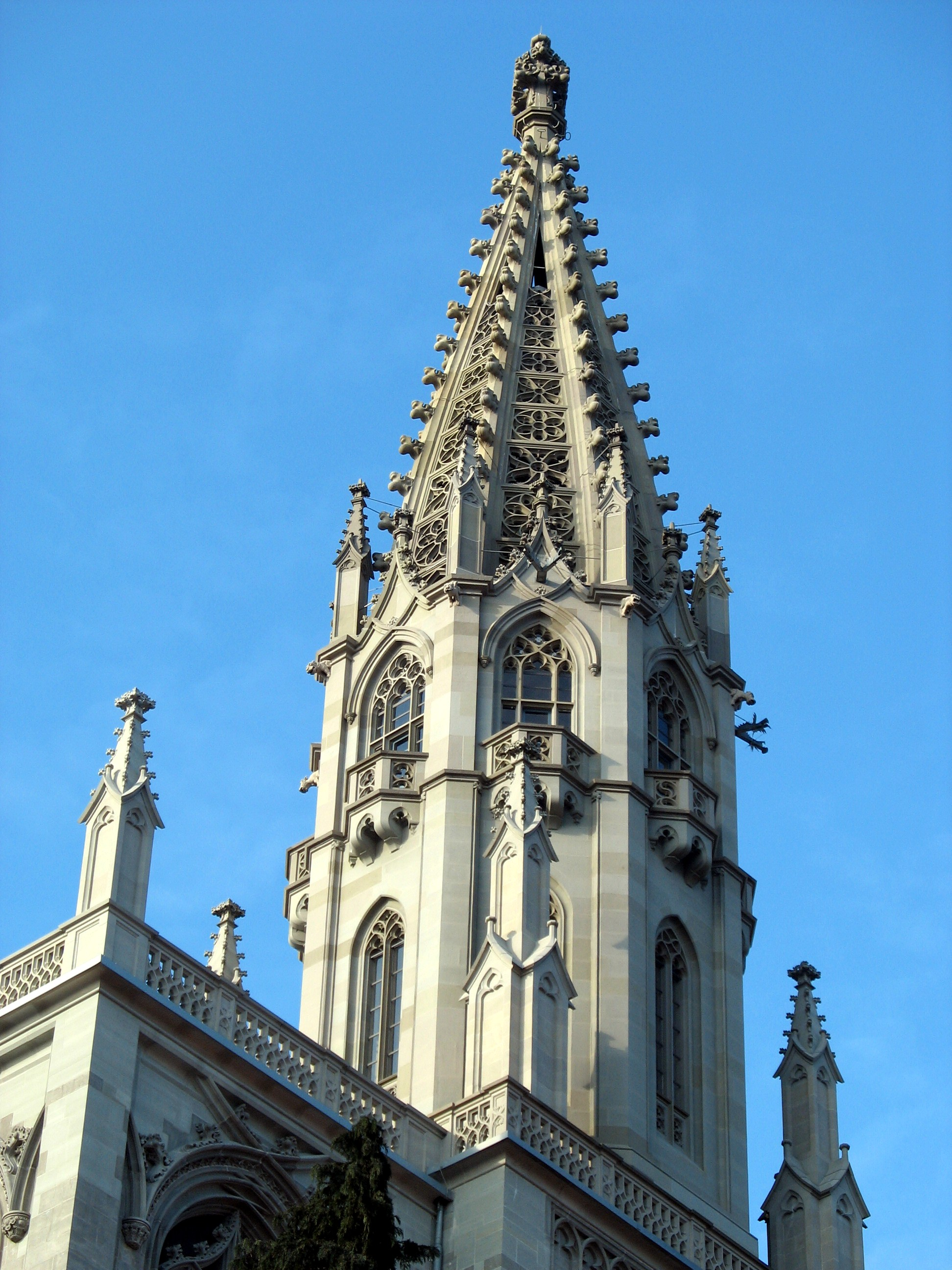
Turmspitze und Oktogon des Konstanzer Münsters aus Rorschacher Sandstein
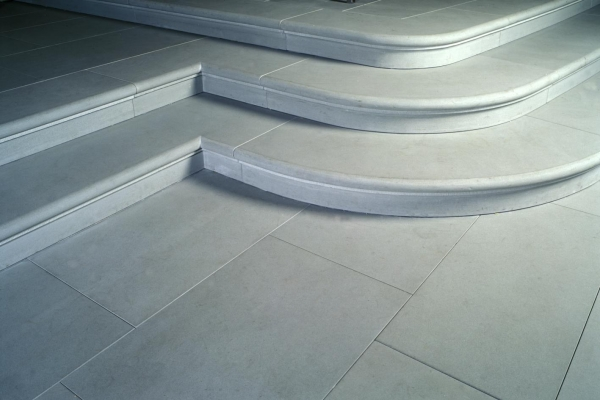
Bodenbelag und Treppe aus Rorschacher Sandstein, geschliffen

## Petrografie
Der Sandstein des Rorschacher Typs ist ein Sandstein von sehr regelmässiger grauer Farbe mit einem deutlichen Stich ins „Grünliche oder Bläuliche“ und von gleichmässiger Struktur, da die Korngrößen des Quarzes innerhalb derselben Bänke kaum schwanken. Charakteristisch sind die dunklen Punkte dieses Sandsteins.
Die abgelagerten Schichten des Rorschacher Sandsteins sind unterschiedlich. Die obere Schicht ist für raue Mauersteine geeignet, die mittlere für bruchraue Bodenplatten und die untere für Werkstein- und Steinbildhauerarbeiten.
Das fein- bis mittelkörnige Gestein besteht aus Quarz, Glimmer, Carbonatmineralen und Feldspäten.
Es hat eine deutliche Bankung, wodurch sehr glatte Lösungsflächen entstanden, daher wird er auch Plattensandstein genannt. Auf den Lagerflächen sind meist helle Glimmerplättchen erkennbar. Die Lagerrichtung der Schichtung ist in bearbeitetem Zustand schwach erkennbar.
| Druckfestigkeit   | Biegefestigkeit    | Offene Porosität  | Rohdichte         | Wasseraufnahme     |
| ----------------- | ------------------ | ----------------- | ----------------- | ------------------ |
| ca. 100 N/mm²     | ca. 10 N/mm²       | ca. 7 Vol.-%      | ca. 2,5 g/cm³     | ca. 6 Vol.-%       |
| DIN EN 1926: 2006 | DIN EN 12372: 2006 | DIN EN 1936: 2006 | DIN EN 1936: 2006 | DIN EN 13755: 2008 |

Der Rorschacher Sandstein ist in der Werksteinqualität bedingt frost- und nicht frost-tausalzbeständig.